# Kricsó község
Kricsó község (románul: Comuna Criciova) község Temes megyében, Romániában. Központja Kricsó, beosztott falvai Cserestemes, Kiscseres, Zsidóvár.

## Népessége
A 2011-es népszámlálás adatai alapján a község népessége 1587 fő volt.